# Джей-Еф-Вілларреал (Техас)
Джей-Еф-Вілларреал (англ. JF Villarreal) — переписна місцевість (CDP) в США, в окрузі Старр штату Техас. Населення — 82 особи (2020).

## Географія
Джей-Еф-Вілларреал розташований за координатами 26°25′12″ пн. ш. 98°58′44″ зх. д. / 26.42000° пн. ш. 98.97889° зх. д. (26.419912, -98.978830).  За даними Бюро перепису населення США в 2010 році переписна місцевість мала площу 0,04 км², уся площа — суходіл.

## Демографія
Згідно з переписом 2010 року, у переписній місцевості мешкали 104 особи в 25 домогосподарствах у складі 24 родин. Густота населення становила 2510 осіб/км².  Було 30 помешкань (724/км²).
Расовий склад населення:
| - 100,0 % — білих |

До двох чи більше рас належало 0,0 %. Частка іспаномовних становила 98,1 % від усіх жителів.
За віковим діапазоном населення розподілялося таким чином: 35,6 % — особи молодші 18 років, 56,7 % — особи у віці 18—64 років, 7,7 % — особи у віці 65 років та старші. Медіана віку мешканця становила 29,0 року. На 100 осіб жіночої статі у переписній місцевості припадало 82,5 чоловіків;  на 100 жінок у віці від 18 років та старших — 63,4 чоловіків також старших 18 років.
Цивільне працевлаштоване населення становило 13 осіб. Основні галузі зайнятості: освіта, охорона здоров'я та соціальна допомога — 100,0 %.